# Mikó Ferenc
Hidvégi Mikó Ferenc (Hídvég, 1585 ? – Gyulafehérvár, 1635. július 15.)
politikus, diplomata, emlékiratíró, a 17. század eleji erdélyi politikai élet kiemelkedő egyénisége, Bethlen Gábor fejedelem bizalmas tanácsosa.

## Származása
Már a 13–14. századi források is említést tesznek a hídvégi Mikókról. A család ősisége Sepsiszékben a 13. század derekától kimutatható. A Mikó név a Miklós rövidített, kicsinyítőképzős származéka.

## Életpályája
Mikó Ferenc 1585 körül Hidvégen született, szülei Hidvégi Mikó János és Forró Borbála. Rokona volt Kemény Jánosnak és Bethlen Gábornak is. Ifjúsága egybeesett az erdélyi fejedelemség egyik legválságosabb szakaszával, amely Báthori Zsigmondtól Báthory Gábor uralkodásának végéig tartott.
Serdülőkorú volt még, amikor apródként, Barcsai András mellett részt vett a miriszlói (1600) és a goroszlói (1601) csatában. Báthori Zsigmond lelki-szellemi összeomlását követően, az ifjú Mikó Ferenc tanúja volt a közszékelység szabadsága visszaszerzéséért vívott küzdelmének, véráldozatának. Azonban ő mindvégig a székely nemesség oldalán állt.
Barcsai András halála után 1602-ben Bethlen Gábor mellé szegődött, ez a döntése egész további sorsát meghatározta. Ettől kezdve a legnagyobb hűséggel, kitartással és ügyességgel, nagy és veszélyes ügyekben szolgált Bethlen Gábornak. A későbbi fejedelem minden hadi vállalkozásában részt vett.
Édesanyja haláláról 1603-ban Temesváron értesült, ahova a megtorlás elől menekülő Bethlen Gábort kísérte el, miután Brassó mellett Radu Șerban havasalföldi vajda csapataival vívott  csatában Székely Mózes, aki Erdély önállóságának helyreállításáért bontott zászlót, elesett. A temesvári pasa védelme alatt élte a következő éveket, pályája folyamatosan ívelt felfelé.
Részt vett az 1610 évi hadjáratban, amikor Bethlen Gábor fejedelem vezetésével az erdélyiek feldúlták Havasalföldet.
1611-ben ismét elvesztettek egy csatát. Báthori Gábor Radu Șerban és Forgách Zsigmond kassai főkapitány seregei elől Szeben várába zárkózott. A körülzárt város felmentésére Bethlen Gábor végvári és török csapatokat szerzett, a fejedelmet, Báthori Gábort értesítő levelet, pedig Mikó Ferenc vitte be Szeben városába. A jó híreket hozó Mikót a fejedelem 50 arannyal jutalmazta, és saját bevallása szerint is ez képezte Mikó Ferenc későbbi vagyonának alapját.
1611-ben Bethlen Gábor tanácsára alkapitánynak nevezték ki Csíkba, és azt a parancsot kapta, hogy lovas és gyalogos csapatokat toborozzon a fejedelem részére. A szemlét követő harmadik napon meg is ütközött Forgách Zsigmond 24 gyalogos zászlóaljával, majd a foglyokat a fejedelemhez kísérték Kolozsvárra.
Miután 1613. október 23-án Bethlen Gábort fejedelemmé választották, 1613. november 18-án kinevezte Mikó Ferencet Csík, Gyergyó és Kászonszék főkapitányává. Ezt a tisztségét egészen 1635-ben bekövetkezett haláláig viselte.
1615 elején megkapta Bethlen Gábor fejedelemtől Csíkszereda jobbágysorba taszított lakosságát. Különböző birtokokkal, jószágokkal, jobbágyokkal, folyamatosan gyarapította vagyonát. Egy nagy valószínűséggel 1616-os jegyzék szerint csak főkapitányságának első három éve alatt 18 székely örökségre tette rá a kezét és 75 szabad székelyt jobbágyosított.
1613-ban Bethlen Gábor bizalmasaként a budai török vezér és a temesvári pasa levelével érkezett a  török udvarba, a Portára, hogy megbízójának útját egyengesse az erdélyi fejedelmi szék felé. Rögtön fogadták, és kedvező válasszal bocsátották el.
1615-ben Nándorfehérvárra küldték követségbe.
1616-ban a fejedelem Lippa vára átadásának az ügyében küldte csíki kapitányát Isztambulba. 1619-ben Mikó Ferencnek,  ismét portai követként, sikerült meggyőznie a Portát, hogy Bethlen Gábornak a német császár elleni támadása nem sérti a német-török békét, mert ő „csupán” a magyarországi rendek kérésére, azok megsegítésére indít hadat, így ez csak magyar belügy marad.
Diplomáciai sikereinek köszönhetően a fejedelem főudvarmesterének helyettesévé nevezte ki.
1622-től a fejedelmi tanács tagja, Erdély kincstartója, és a főudvarmestere s a fejedelemség pénzügyeinek intézője. E fontos tisztségek megszerzésével belépett az erdélyi főrangúak, a nagyságosok sorába.
1623-ban kezdte el a csíkszeredai Mikó-vár építtetését. A vár korabeli neve Mikó-Újvár volt, ezt a nevet Mikó Ferenc adta, lévén hogy már volt egy vára a háromszéki Málnás és Oltszem közti hegyen található Mikó- vagy (a közeli patakról) Herec vára. Ennek ma már csak a romjai láthatóak.
1624-ben Kovacsóczy István kancellár társaságában II. Ferdinánd német-római császárral tárgyalt.
1625-ben azt a megbízást kapta, hogy szerezzen Bethlen Gábor  fejedelem számára feleséget, és miután a bécsi császári udvarban kosarat kapott, Berlinbe utazott, ahol sikerült elnyernie a fejedelem számára Brandenburgi Katalin kezét. 1626-ban egy küldöttség, melynek Mikó Ferenc is tagja volt a menyasszonyt Kassára hozta.
Ugyancsak őt küldi a fejedelem főkövetként a pozsonyi béketárgyalásokra. 1627-ben már a Portán ajánlja a béke elfogadását a szultánnak.
A fejedelmi kancellária egyik levelében ezt írják róla:
„… a fejedelem és a haza szabadsága… megőrzése végett… messzi országokba… főleg pedig a fényes portára, több ízben s nagy veszélyek között elmenni nem óvakodott…”
A csíki főkapitány fáradozásait mind Bethlen Gábor, mind I. Rákóczi György, akit a fejedelmi szék megszerzésében is támogatott, bőségesen honorálta: 1617-ben Fehér vármegyében, 1622-ben Fogarasföldön kapott falvakat. Engedélyt kapott, hogy Olaszteleken és Felsőrákoson vámházat építsen, és vámot szedjen, valamint a következő években egy sor más faluval is bővült vagyona.
Brandenburgi Katalin rövid fejedelemsége alatt, 1630-ban, Mikó Ferencet a torjai kénkőbányák felügyelőjévé nevezte ki, majd neki adományozta a Kolozs megyei Kolozsmonostor, Mákófalva és Jegenye falvakat.
1633-ban 10 000 forinttal segítette I. Rákóczi Györgynek az Erdélyre törő nádor elleni hadjáratát, ennek fejében Kolozsmonostoron és Makón kapott újabb jószágokat.
Első felesége még 1612-ben elhunyt, 1617–1619 táján újra megnősült. Második feleségének, Pókai Annának Zsögödben udvarháza, jószága, jobbágyai voltak. Ez az udvarház még ma is látható.
Atyai birtokán, Hídvégen unitárius templomot és iskolát állított fel és működtetett, ennek javára nagyobb összeget letétbe helyezett.
Hivatali elfoglaltsága, teendői miatt viszonylag keveset tartózkodott Csíkban a Mikó-várban.
Gyulafehérváron palotának is beillő igényes háza volt, a fejedelmi palotával átellenben – a mai görögkeleti székesegyház helyén. Ott hunyt el 1635. július 15-én.
Augusztus 28-án a fejedelem és az erdélyi rendek jelenlétében temették el az akkor református kézben levő székesegyházban. Fiát, Mikó Józsefet, aki egy évre rá Kolozsmonostoron, a kolostorból kialakított kastélyában hunyt el, Kolozsváron temették el az akkor unitárius főtéri templomban.

## Munkája
Mikó Ferenc „Históriája a maga életében történt erdélyi dolgokról 1594–1613” című munkája az első képviselője a régi erdélyi magyar irodalom később kibontakozó fontos műfajának, az emlékiratnak. Mikó emlékirata 1594-től Bethlen Gábor fejedelemmé választásáig, 1613-ig írja le az erdélyi eseményeket. Eredeti kézirata nem maradt ránk, 1863-ban adták ki először. Az emlékirat a korabeli erdélyi állapotok fontos dokumentuma.
Kiadások:
- Históriája a maga életében történt erdélyi dolgokról 1594–1613. Biró Sámuel folytatásával. Közli Kazinczy Gábor. Pest, 1863. (Magyar Történeti Emlékek. VII. kötet).
  - Illésházy István nádor gr. följegyzései 1592–1603 és hidvégi Mikó Ferencz históriája 1594–1613. Biró Sámuel folytatásával; kiad. Kazinczy Gábor; Akadémia, Pest, 1863 (Magyar történelmi emlékek 2. oszt. Írók)